# Byneset Kirke
Byneset kirke er en middelalderkirke i stin på Byneset i Trondheim, Norge. Kirken blev viet til helgenen St. Mikael. Man ved ikke nøjagtig hvornår kirken blev indviet, men man går ud i fra at det var i 1180. Mærker fra stenhuggernes arbejde viser, at det er de samme som arbejdede på Nidarosdomen. som opførte Byneset kirke.

## Kirkebygningen
Kirken er bygget i romansk stil i natursten. Tårnet blev opført i omkring 1650. I 1656 blev der bygget et våbenhus foran vestportalen, dette blev fornyet i 1811 og 1970'erne.